# Stasera...Mina
Stasera...Mina è una raccolta della cantante italiana Mina, pubblicata nel 1969 dalla PDU con distribuzione RCA Italiana.

## Descrizione
I brani Un'ora fa (febbraio 1969) e Allegria (giugno 1968) compaiono per la prima volta su un album. Il secondo dei quali rimarrà a lungo reperibile solo su questo supporto.
Il numero di catalogo più ricorrente per il formato Stereo8 è PDU 71008, congruo con PDU 71003 riportato per la raccolta precedente (Appuntamento con Mina, fine 1968) stampata sullo stesso supporto. Invece il codice PDU 694 per l'audiocassetta compare la prima volta su questo supporto, ma sembra essere stato riutilizzato successivamente.
Dal 2012 tutte queste raccolte NON fanno più parte della discografia ufficiale Archiviato il 14 gennaio 2020 in Internet Archive. dell'artista.

## Tracce
1. Un colpo al cuore – 3:16 – da Canzonissima '68, 1968
2. Un'ora fa – 2:26 (testo: Luciano Beretta, Ermanno Parazzini – musica: Gianfranco Intra; edizioni musicali Ri-Fi) – Inedito su album (singolo, 1969)
3. Deborah – 2:58 – da Canzonissima '68, 1968
4. Il cielo in una stanza (versione acustica) – 2:29 – da I discorsi, 1969
5. La voce del silenzio – 3:23 – da Canzonissima '68, 1968
6. Silenzioso slow (Abbassa la tua radio per favor) – 2:58 – da I discorsi, 1969
7. Se stasera sono qui – 3:32 – da I discorsi, 1969
8. Roma nun fa' la stupida stasera – 2:29 – da I discorsi, 1969
9. Regolarmente – 2:45 (testo: Daniela Casa – musica: Gianfranco Baldazzi; edizioni musicali Fox) – Inedito su album (EP e singolo, 1968)
10. Ma l'amore no – 3:35 – da I discorsi, 1969
11. Allegria (Upa neguinho) – 2:10 (testo: Gianfrancesco Guarnieri, Giorgio Calabrese – musica: Edú Lobo; edizioni musicali Pickwick) – Inedito su album (singolo, 1968)
12. Io che amo solo te – 3:11 – da I discorsi, 1969